# Liste des ministres flamands de l'Environnement
Voici la liste des ministres flamands de l'Environnement depuis la création de la fonction en 1981.

## Liste
| n°  | Nom                          | Début du mandat  | Fin du mandat    | Parti ou mouvance | Gouvernement       |
| --- | ---------------------------- | ---------------- | ---------------- | ----------------- | ------------------ |
| 1   | Jan Lenssens (1935-2006)     | 22 décembre 1981 | 3 février 1988   | CVP               | Geens I            |
| 1   | Jan Lenssens (1935-2006)     | 22 décembre 1981 | 3 février 1988   | CVP               | Geens II           |
| 2   | Josef Dupré (1928-)          | 3 février 1988   | 24 octobre 1988  | CVP               | Geens III          |
| 3   | Theo Kelchtermans (1943-)    | 24 octobre 1988  | 21 janvier 1992  | CVP               | Geens IV           |
| 4   | Norbert De Batselier (1947-) | 21 janvier 1992  | 1er janvier 1995 | SP                | Van den Brande I   |
| 4   | Norbert De Batselier (1947-) | 21 janvier 1992  | 1er janvier 1995 | SP                | Van den Brande II  |
| 4   | Norbert De Batselier (1947-) | 21 janvier 1992  | 1er janvier 1995 | SP                | Van den Brande III |
| 5   | Leo Peeters (1950-)          | 13 juin 1995     | 20 juin 1995     | SP                | Van den Brande III |
| (3) | Theo Kelchtermans (1943-)    | 20 juin 1995     | 13 juillet 1999  | CVP               | Van den Brande IV  |
| 6   | Vera Dua (1952-)             | 13 juillet 1999  | 26 mai 2003      | Agalev            | Dewael             |
| 7   | Ludo Sannen (1954-)          | 26 mai 2003      | 18 février 2004  | Agalev            | Dewael             |
| 7   | Ludo Sannen (1954-)          | 26 mai 2003      | 18 février 2004  | Agalev            | Somers             |
| 8   | Jef Tavernier (1951-)        | 18 février 2004  | 22 juillet 2004  | Agalev            |                    |
| 9   | Kris Peeters (1962-)         | 22 juillet 2004  | 27 juin 2007     | CD&V              | Leterme            |
| 10  | Hilde Crevits (1967-)        | 27 juin 2007     | 13 juillet 2009  | CD&V              | Peeters I          |
| 11  | Joke Schauvliege (1970-)     | 13 juillet 2009  | 5 février 2019   | CD&V              | Peeters II         |
| 11  | Joke Schauvliege (1970-)     | 13 juillet 2009  | 5 février 2019   | CD&V              | Bourgeois          |
| 12  | Koen Van den Heuvel (1964-)  | 5 février 2019   | 2 octobre 2019   | CD&V              |                    |
| 12  | Koen Van den Heuvel (1964-)  | 5 février 2019   | 2 octobre 2019   | CD&V              | Homans             |
| 13  | Zuhal Demir (1980-)          | 2 octobre 2019   | en fonction      | N-VA              | Jambon             |